# Kichaka
Cette page contient des caractères d'alphasyllabaires indiens. En cas de problème, consultez Aide:Unicode.
कीचक (Kīcaka)
Kichaka, nom sanskrit transcrit कीचक en devanagari et Kīcaka en IAST, parfois également transcrit Kîtchaka ou Kîchaka, désigne un personnage secondaire apparaissant dans le Livre de Virata, le quatrième chant du Mahabharata attribué à Vyasa.
Chef militaire aussi brave que pervers, il tente de séduire Draupadi venue se cacher avec ses maris les Pandava dans le royaume de son beau-frère, le vieux roi Virata. Comme elle le repousse, il essaye de la violer et l'humilie publiquement. Bhima le tue en représailles de l'affront fait à son épouse. Sa mort laisse le royaume de Virata apparemment sans défense ce qui attise la convoitise des Kaurava et relance la guerre avec les fils de Pandu.
Kichaka n'est pas lié aux deux groupes qui s'entre-déchirent mais son agression de Draupadi et la vengeance qui s'ensuit ont un effet important sur le cours des événements. Cela lui confère dès lors un rôle clé bien qu'indirect dans l'épopée. Au-delà de son implication dans la guerre, l'offense et la réaction de l'épouse outragée qui appelle à son meurtre comme celle du mari qui l'exécute brutalement peuvent aussi être envisagées dans une perspective religieuse.
Personnage mythologique décrit dans un livre particulièrement plaisant à entendre, il a excité l'imagination au cours des siècles au point qu'un grand nombre de villes et villages principalement indiens revendiquent encore aujourd'hui d'être le lieu où il a vécu et où il est mort.
Son histoire, bien que limitée à un seul livre de la centaine qui composent le Mahabharata, a suscité de multiples interprétations, adaptations et réécritures au cours siècles. Elle est jouée sur scène dans une multitude de genres au cours des manifestations profanes et religieuses, représentée au cinéma et a même fait l'objet d'adaptations en bande dessinée. Certains auteurs lui ont donné en outre une orientation politique au moment de la lutte pour l'indépendance de l'Inde.

## Histoire de Kichaka

### Dans le Mahabharata
Sauf indication contraire, l'identification d'un passage particulier du Mahabharata, signalé sous la forme « (MBh chant,chapitre) », se base sur la numérotation de l'édition critique.
L'histoire de Kichaka est décrite dans le deuxième livre du Livre de Virata, le quatrième chant du Mahabharata attribué à Vyasa. Schaufelberger et Vincent, en traduisant l'édition critique aussi dite de Pune, la situent dans les chapitres 13 à 23 du Livre de Virata. Ils intitulent Meurtre de Kīcaka ce livre titré en sanskrit कीचकवधपर्वा (Kīcakavadha parva) (trad. Le livre du meurtre de Kichaka). La traduction en anglais et en prose de K. M. Ganguli basée en partie sur l'édition de Calcutta le place quant à elle dans les chapitres 14 à 24 et le nomme Kichaka-bhada Parva (trad. Le livre du meurtre de Kichaka). Kathleen Garbutt qui traduit la « vulgate » en anglais le situe au même endroit, et intitule cet épisode Kíchaka’s Lust and Death (trad. Lubricité et mort de Kichaka). Dans la version de l'édition critique, ce livre est composé de 11 chapitres et de 353 shloka, soit l'équivalent d'environ 700 vers.

#### Contexte
Le Mahabharata raconte qu'après avoir perdu la partie de dés contre Duryodhana, Yudhishthira, ses quatre frères et leur épouse commune Draupadi sont condamnés à douze années de bannissement suivies d'une année passée à se cacher. S'ils sont découverts, le cycle de treize ans recommencera. À l'issue de douze années d'errance dans la forêt, ils décident de passer leur exil secret au royaume des Matsya dissimulés sous divers déguisements. La courte histoire de Kichaka se situe à la fin de cette treizième année dans le palais de Virata, le roi des Matsya.

#### Présentation de Kichaka
La présentation qui suit apparaît dans les manuscrits du sud de l'Inde. Les traducteurs Schaufelberger et Vincent ont choisi de l'intégrer à la fin du chapitre MBh IV,15 alors qu'elle est rejetée en annexe par l'édition critique du Mahabharata.
Kichaka est le fils de Kekaya, un conducteur de char de la caste mixte des sūta exerçant la fonction de roi, et d'une princesse des Malava. Sa demi-sœur Sudeshna, née de Kekaya et d'une autre princesse des Malava, est l'épouse de Virata, roi des Matsya.
Il est l'aîné d'une fratrie composée de cent six frères dont il est le plus fort et le plus habile au combat. Au service de sa demi-sœur et régnant sur ses cadets, il défait un grand nombre d'ennemis de Virata qui le nomme alors chef de son armée. Cet homme très brave et dont la force n'est comparable qu'à celle de Bhima, habite au palais et commande avec ses frères aux dix frères du roi.

#### Le meurtre par Bhima
Un jour qu'il rend visite à sa demi-sœur la reine Sudeshna, Kichaka est subjugué par la beauté de sa servante Sairandhri, en réalité Draupadi déguisée qui se cache au palais du roi Virata avec ses cinq maris les Pandava. Il tente de la séduire par des mots doux mais elle le repousse arguant outrée qu'elle est mariée à cinq êtres surnaturels, des gandharvas (MBh IV,13).
Nullement effrayé et submergé de désir, Kichaka demande alors à Sudeshna de lui envoyer sa servante sous un prétexte quelconque. La reine accepte et Sairandhri tremblante de peur se voit contrainte de se présenter seule dans les appartements de Kichaka. Il la poursuit à nouveau de ses assiduités et comme elle résiste, il la saisit par la main. Elle se défait brutalement et parvient à s'enfuir vers la salle du conseil. Il la rattrape, l'agrippe par les cheveux, la fait tomber et la frappe du pied sous les yeux de Virata, Yudhishthira et Bhima. Le vieux roi n'ose pas s'opposer au chef de son armée tandis que ses deux époux n'interviennent pas de peur d'être découverts. Elle ne doit finalement son salut qu'à une intervention du dieu Surya qui foudroie Kichaka et le laisse inconscient (MBh IV,14-15).
Le soir même, à la fois furieuse et très amère, Draupadi supplie Bhima, le plus fort de ses maris, de venger son honneur bafoué en tuant le soudard. Son époux imagine alors un stratagème qui lui permet de se retrouver seul déguisé en femme dans le pavillon de danse du palais face à un Kichaka énamouré qui croit retrouver Sairandhri. Une lutte formidable s'ensuit. Finalement, Bhima terrasse Kichaka et fait de son cadavre une boule de chair informe en lui rentrant la tête et les membres dans le corps (MBh IV,16-21).

#### Après sa mort
Les frères de Kichaka pensent Draupadi responsable de la mort de leur aîné et en représailles, l'enlèvent pour la brûler vive sur son bûcher funéraire. Bhima, réveillé par les appels à l'aide de son épouse, surgit, la délivre et tue tous les frères (MBh IV,22).
Virata, effrayé par la mort du chef de son armée et de ses frères, fait demander à Sairandhri de quitter la ville (MBh IV,23). Pendant ce temps à Hastinapur, la mort mystérieuse de Kichaka attire l'attention de Duryodhana, l'aîné des Kaurava, qui décide d'attaquer Virata pour piller son royaume maintenant sans défense (MBh IV,24-29),.

### Autres versions

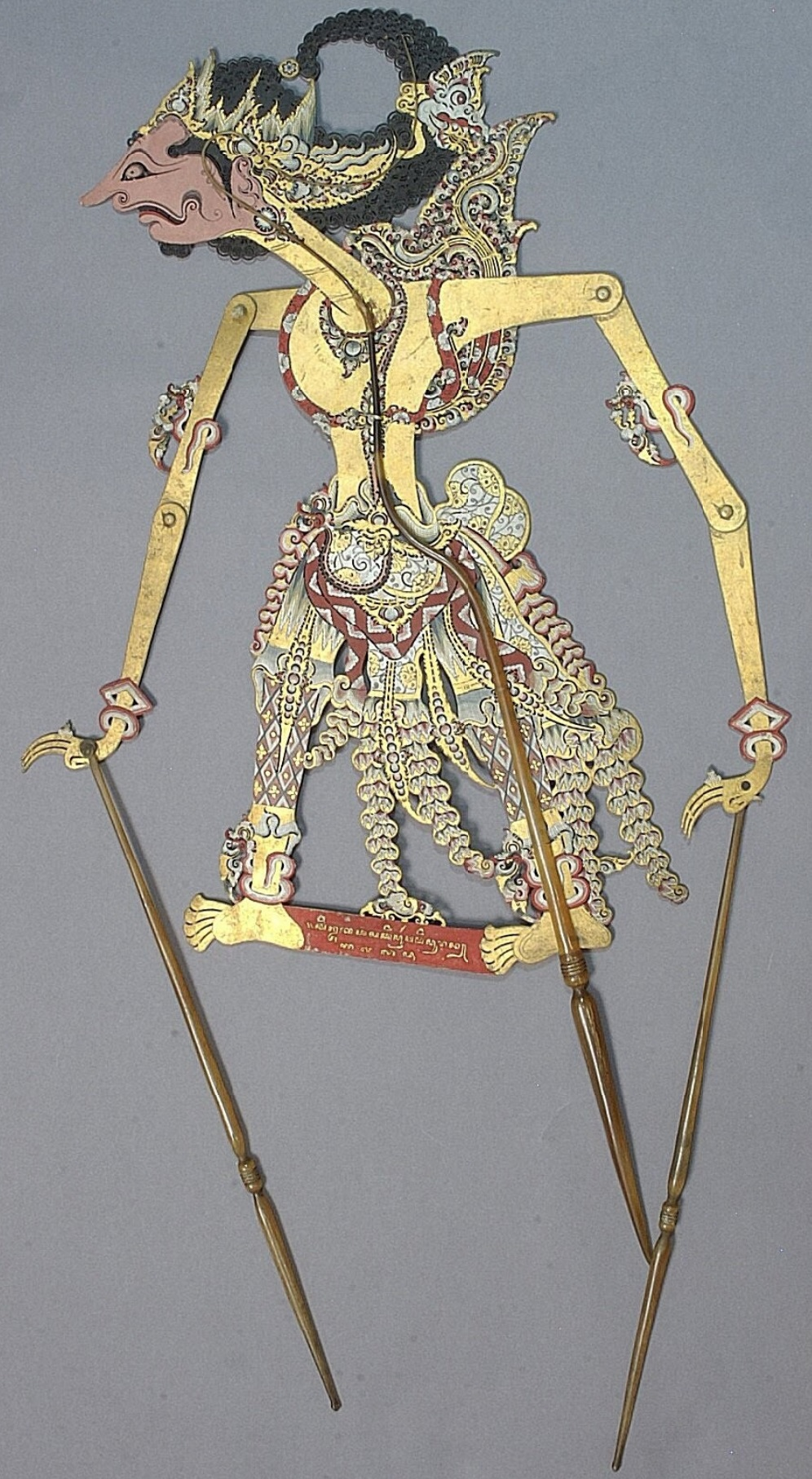
Marionnette wayang représentant Kichaka (Java, 1856)

Le Mahabaratha a été adapté et traduit à de multiples reprises pendant des siècles, mais le personnage de Kichaka et son histoire sont restés très proches de la version sanskrite attribuée à Vyasa. Seuls l'éloignement, de fortes traditions locales et des visions religieuses ont amené à des modifications notables.

#### Variantes jaïnes
Plusieurs auteurs jaïns ont interprété librement le Mahabharata dans une perspective religieuse. C'est le cas en particulier de Jinasena (en) qui compose en 873 et en sanskrit sa propre version du Harivamsa (trad. La lignée de Hari) centrée sur Krishna. Cette œuvre monumentale en 12 000 shloka et 66 chants présente des différences importantes avec le Mahabharata, comme le fait que Draupadi ne soit mariée qu'avec Arjuna puisque la polyandrie est considérée comme un péché. Kichaka harcèle toujours Draupadi, mais Bhima ne le tue pas. Il se contente de le battre et le soldat libidineux réalise son « erreur ». Il se repent puis décide de se retirer dans l'ascèse jaïne ce qui peut lui permettre d'être sauvé,,.
Tous n'ont pas insisté à ce point sur la non-violence. Ainsi, dans sa version en kannada écrite vers 950 et titrée Vikramarjuna Vijaya (trad. Victoire du puissant Arjuna), Pampa revient au mythe original de Vyasa. Si Draupadi n'est également mariée qu'au seul Arjuna,, le personnage de Kichaka comme son histoire sont les mêmes que dans le Mahabharata. Bhima le tue et la seule différence significative réside dans le fait que le chef militaire intervienne dès l'arrivée des Pandava au royaume des Matsya en participant à un combat de lutte,.

#### Variantes indonésiennes
La version indonésienne du Mahabharata écrite en kawi au Xe siècle et retrouvée incomplète à Bali présente un Kichaka très proche de à celui Vyasa. En revanche, le théâtre de marionnettes wayang, qui comprend à son répertoire de nombreux événements relatés dans le Mahabharata dont l'histoire du chef militaire, a introduit d'importantes variations. Certaines versions n'ont même plus qu'un lointain rapport avec le personnage décrit par Vyasa.
Dans l'une d'entre-elles par exemple, Kichala, nommé Kencaka ou Kencakarupa, tombe sincèrement amoureux de Draupdadi et lui propose le mariage. Cette demande met en danger les Pandava qui se cachent au royaume du roi Virata, et pour éviter d'être découverts, Bhima tue l'importun,. Dans une autre version, le personnage de Kichaka est interprété par les deux frères jumeaux Rupakenca et Kencakarupa. Ils tentent de violer Draupdadi et Bhima les tue tous les deux en secret alors qu'elle tente de leur échapper. Draupadi est accusée de leurs morts mystérieuses par le roi Virata et doit subir un procès. Enfin, dans une version qui ne fait pas intervenir Draupadi, Bhima tue les jumeaux Rupakenca et Kencakarupa car ils tentaient avec leurs autres frères de renverser le roi Virata,.

#### Variantes folkloriques
La tradition de peuples aborigènes indiens s'est parfois mélangée avec le fond légendaire du Mahabharata pour produire des mythes originaux assez éloignés du texte attribué à Vyasa. C'est ainsi que l'anthropologue Verrier Elwin a recueilli l'histoire suivante auprès du peuple Binjhwar dans l'État d'Orissa : Kichaka servait si bien Mahadeho, la divinité primordiale créatrice de toutes choses après le déluge, qu'il en reçoit en récompense une grande force. Mais il devient lubrique et s'attaque à la vertu de chaque jolie jeune fille qui passe à sa portée. Bhima vient à l'apprendre, le poursuit, l'attrape et le tue en l'écrasant entre ses mains au point d'en faire une bouillie qu'il jette dans le feu. Quelque temps après, la pluie vient à tomber et des cendres humides émerge une sangsue. Mahadeho avait promis à Kichaka la force et l'immortalité, c'est pourquoi il est impossible de tuer une sangsue.
Verrier Elwin a également entendu l'histoire suivante du peuple Kamar au centre de l'Inde qui fait de surcroît écho à l'enlèvement de Draupadi par Jayadratha (en) dans le Livre de la forêt (en) : Pendant le séjour des Pandava dans la forêt, un kichaka, un ogre affreux qui vivait là, avait pour habitude de venir effrayer Draupadi lorsque ses maris étaient partis à la chasse. Elle s'en plaint à Bhima qui attrape le kichaka et le tue sur les bords d'un réservoir. Il écrase son cadavre et du sang qui sort de son nez naît une sangsue.

## Le personnage

### Description

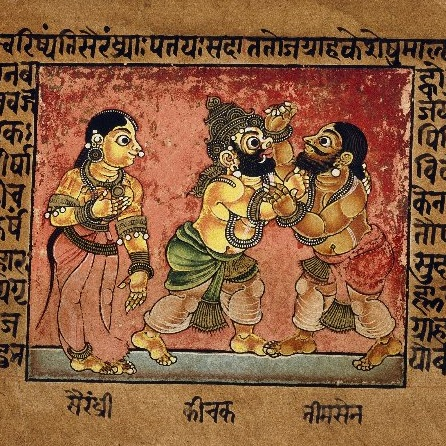
Draupadi assiste à la lutte entre Kichaka (au centre) et Bhima.

Kichaka est un personnage puissant et imbu de lui-même. Chef de l'armée et beau-frère du roi, il se vante d'être en réalité le véritable maître du royaume des Matsya. Mais le Mahabharata donne peu de détails. Il fait dire tout au plus à Susharma (en), le roi du royaume voisin de Trigarta (en) et allié des Kaurava, qu'il est « un homme cruel, intraitable, pervers, malfaisant et abject, malgré sa vaillance bien connue… » (MBh IV,29). Le texte sanskrit lui connait des parents et des épouses mais n'évoque pas d'éventuels enfants. Il a une demi-sœur, la reine Sudeshna, et cent cinq frères cadets nommés collectivement les Upakichaka, en sanskrit उपकीचक (upakīcaka) (trad. les Kichaka mineurs). Le Mahabharata ne dit rien de ses orientations religieuses mais une tradition du Karnataka lui prête Mailara (en), une manifestation de Shiva, comme divinité familiale,.
Il appartient comme son père à la caste mixte des sūta, inférieure à celle des brahmanes (les prêtres) et des kshatriya (les guerriers), mais supérieure à celle des vaishya (les artisans),. Il aurait pu être destiné à n'être qu'un conducteur de char, assistant sans réellement combattre un guerrier kshatriya. Mais le système des castes offre quelques souplesses dans le Mahabharata et Kichaka devient le chef de l'armée de Virata après avoir montré sa valeur au combat en terrassant ses ennemis. Habile de toutes les armes et au courage terrible, il vaut à lui-seul plusieurs dizaines de milliers de guerriers,
Kichaka est un être malfaisant mais ce n'est pas un démon. Une interpolation du sud de L'Inde indique en revanche que ses frères, les Upakichaka, sont des Kaleya daityas (en) nés sur terre,, c'est-à-dire des démons fils de Kala personnifiant la colère et la destruction.

### Interprétations religieuses

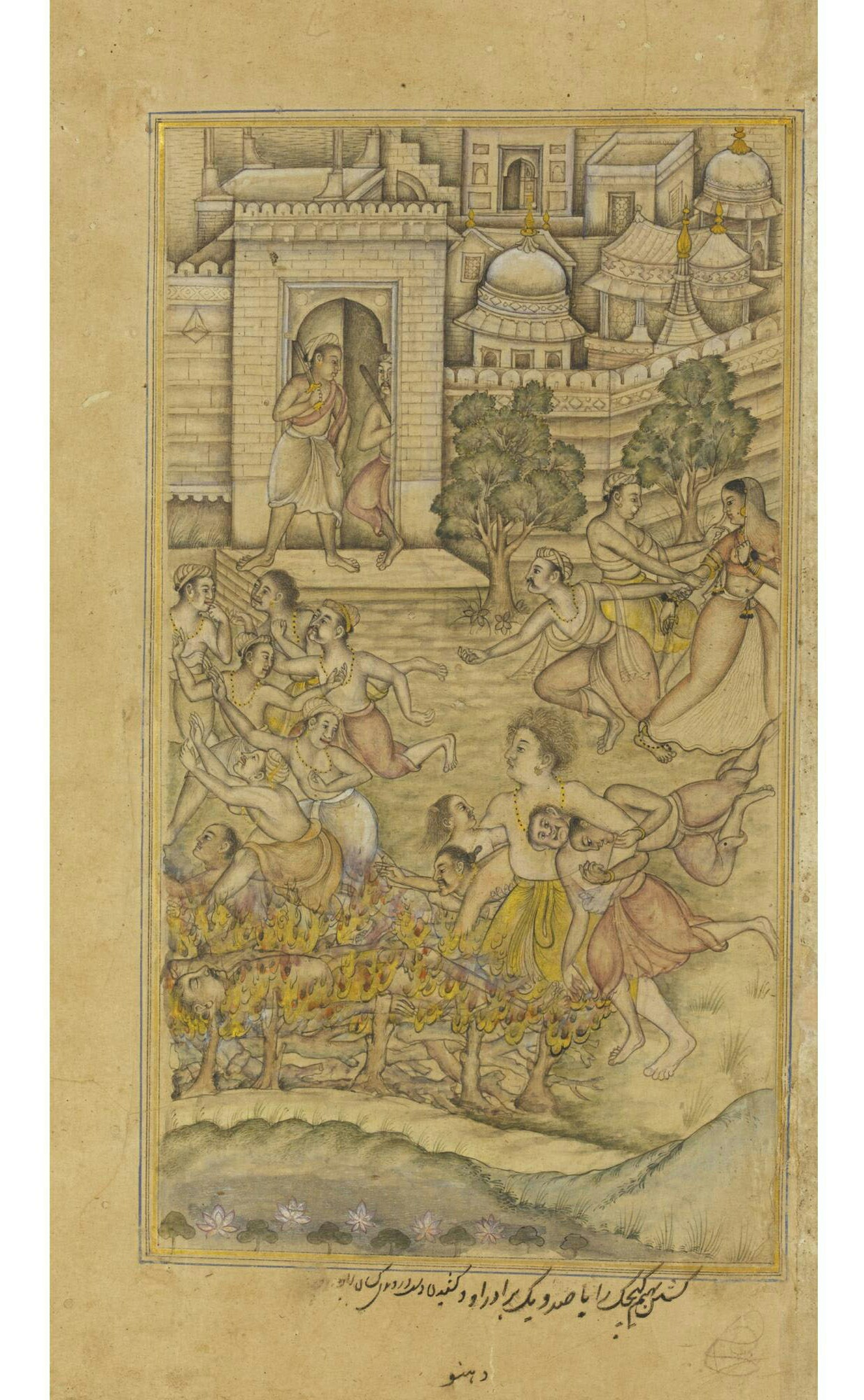
Bhima tue les frères de Kichaka devant son bûcher funéraire (encre sur papier, vers 1600)

Le concept hindouiste abstrait de dharma, traduit très imparfaitement par la justice, l'ordre, la moralité, le devoir, la loi ou encore l'ordre du monde, constitue un thème central du Mahabharata. Tous les personnages y sont confrontés, et leurs actions sont envisagées à l'aune du dharma.
C'est le cas de Kichaka qui est le troisième à s'attaquer à Draupadi après Dushasana (en) qui tente de la déshabiller dans le Livre de l'assemblée (en) (MBh II,61) et Jayadratha (en) qui l'enlève dans le Livre de la forêt (en) (MBh III,248-256). Comme Dushasana (en), Kichaka meurt des mains de Bhima. Une interprétation commune, telle que présentée dans le Kamasutra de Vatsyayana écrit vers le Ve siècle, est que son meurtre constitue un châtiment pour son crime, celui d'avoir été victime de son plaisir. Mais Vatsyayana suggère plutôt que Kichaka doit son sort funeste au fait qu'il n'a pas suivi la voie du dharma en se laissant emporter par son désir.
L'indianiste Madeleine Biardeau interprète le personnage du chef militaire comme le symbole d'un désordre qui règne au royaume des Matsya. Il se prétend le vrai roi et pousse même Draupadi à opposer publiquement au vieux Virata l'opinion de la cour au milieu de laquelle il trône. Il est donc au service de l’adharma tout comme peuvent l'être les Kaurava. Dans le même temps, comme le rappelle le spécialiste des religions David Gitomer, il incite Draupadi et Bhima à une vengeance terrible contre l'avis de Yudhishthira, ce qui constitue en soi une opposition radicale au dharma.
Kichaka est également envisagé dans le contexte de l'identification de Draupadi à la Déesse. L’indianiste Alf Hiltebeitel remarque ainsi que Draupadi, l'œil enflammé de fureur, les cheveux défaits et la bouche en sang après avoir été frappée du pied par le chef militaire, évoque irrésistiblement Kali, la déesse de la destruction. Madeleine Biardeau abonde dans ce sens en commentant qu'en tuant Kichaka, Bhima est « comme le bras armé de la Déesse, armé par elle, pour tuer celui qui veut s'emparer d'elle ». La fin du rustre des mains de Shiva, l'époux de Kali, est dès lors inéluctable. À l'issue d'un combat formidable, Bhima « lui enfonça entièrement dans le corps les pieds, les mains, la tête et le cou comme Shiva le fait avec les victimes sacrificielles » (MBh IV,21),.

### Pivot de l'épopée
Le Livre de Virata dans son ensemble est le point central du Mahabharata. Placé à la fin de la première partie, l'épisode de Kichaka en constitue l'acmé : la mort du chef militaire marque le point de départ de la réapparition des Pandava, le préalable à la bataille de Kurukshetra qui compose le corps de la seconde partie. Ainsi, bien que n'étant pas lié aux protagonistes principaux et ne participant pas à la guerre, il est le personnage pivot d'une épopée relancée par son meurtre.
David Gitomer observe que l'épisode de l'agression de Kichaka fait écho à l'humiliation que subit Draupadi lorsque Dushasana (en), le cadet des Kaurava, essaye de la dénuder à la fin du Livre de l'assemblée (en), comme si les auteurs cherchaient à revenir à l'épopée par delà les douze années passées dans la forêt. Kichaka est dès lors un prétexte pour approfondir les ressorts de Draupadi et Bhima comme le lien particulier qui les unis,.
Madeleine Biardeau remarque que 105, le nombre de ses frères, est un nombre « ouvert » qui n'indique pas l'idée de totalité. C'est un nombre imprécis qui veut dire beaucoup mais qui ne les identifie pas nécessairement tous. En conséquence, lorsque Bhima les tue, il n'éteint pas forcément leur lignée et l'histoire peut éventuellement recommencer. Par ailleurs, des auteurs l'ont modifié pour lui donner un autre sens. Ainsi Agastya Pandita mentionne qu'ils sont cent dans le Balabharata qu'il écrit en sanskrit probablement au tout début du XIVe siècle. Puis il fait dire à Bhima que ces cent Upakichaka qu'il vient d'éliminer sont comme les cent Kaurava qu'il désire ardemment tuer sur le champ de bataille, reliant lui aussi l'épisode de Kichaka au thème principal de l'épopée.

### Mythologie comparée
À la recherche d'une source indo-européenne commune à plusieurs traditions mythologiques, Georges Dumézil remarque un parallèle possible entre Kichaka qui caresse Bhima travesti dans le pavillon de danse et le dieu Faunus tel que le raconte Ovide dans les Fastes. Dans cet épisode titré Les Lupercales, Hercule et Omphale dorment sagement l'un à côté de l'autre après avoir échangé leurs vêtements. Faunus, attiré par Omphale, tâte puis soulève la tunique qu'il croit être celle de la reine de Lydie. Mais il tombe avec effroi sur les jambes poilues du le fils de Jupiter qui le repousse d'un coup de coude et le fait chuter lourdement. Tous rient des malheurs du pauvre Faunus ridiculisé par Hercule.
Cette similitude entre le pervers indien et le satyre latin constitue un des arguments de l'historien Fernando Wulff Alonso pour cette fois tenter de montrer l'influence de la mythologie gréco-romaine sur le Mahabharata. Il constate comme Georges Dumézil les points communs frappants entre Bhima et Hercule, mais leurs démonstrations sont nettement moins convaincantes en ce qui concerne Kichaka.
Le mythologue Nick J. Allen, partant de la ressemblance entre le royaume des Matsya et Ithaque tous les deux atteints après une longue errance, propose quant à lui de faire le rapprochement entre Kichaka et Antinoos, le premier prétendant de Pénélope dans l’Odyssée d'Homère. Selon cette vision, Bhima correspond à Ulysse, Draupadi à Pénélope et les 105 frères de Kichaka à ses 107 autres prétendants. Dans le Mahabharata comme dans l’Odyssée, l'histoire se termine par un bain de sang.

### Son nom

#### Étymologie
kichaka, transcrit कीचक en devanagari et kīcaka en IAST, est en sanskrit le nom d'un bambou creux, de la sorte qui siffle ou claque dans le vent. C'est également en botanique le nom du bambou géant ou Bambusa arundinacea. Plus généralement, kichaka désigne aussi souvent simplement un bambou, ce que certains ont pu trouver ironique pour nommer un soudard. Ce mot sanskrit serait dérivé d'un ancien mot chinois, ki-chok, qui désigne un type de bambou mince dont on peut faire des flûtes,. Il aurait été amené en Inde vers le IIe ou IIIe siècles av. J.-C. lors des premiers contacts commerciaux avec des marchands chinois.
Alternativement, Madeleine Biardeau traduit Kichaka par « roseau » ce qui selon-elle constitue un indice qui rapproche le personnage de Karna, un autre sūta.
L'histoire de Kichaka est contée dans le livre intitulé Kichaka Vadha, transcrit कीचकवध en devanagari et Kīcakavadha en IAST, dont le mot vadha a un sens large qui signifie selon le contexte le fait de frapper, tuer, massacrer, détruire, paralyser, appliquer un châtiment corporel et même faire disparaître. Ce titre que le Dictionnaire Héritage du Sanscrit traduit par La mise à mort de Kīcaka, est souvent désigné par Le meurtre de Kichaka mais certains auteurs ont proposé des versions plus fortes telles que Le massacre de Kichaka ou La destruction de Kichaka.

#### Autres noms

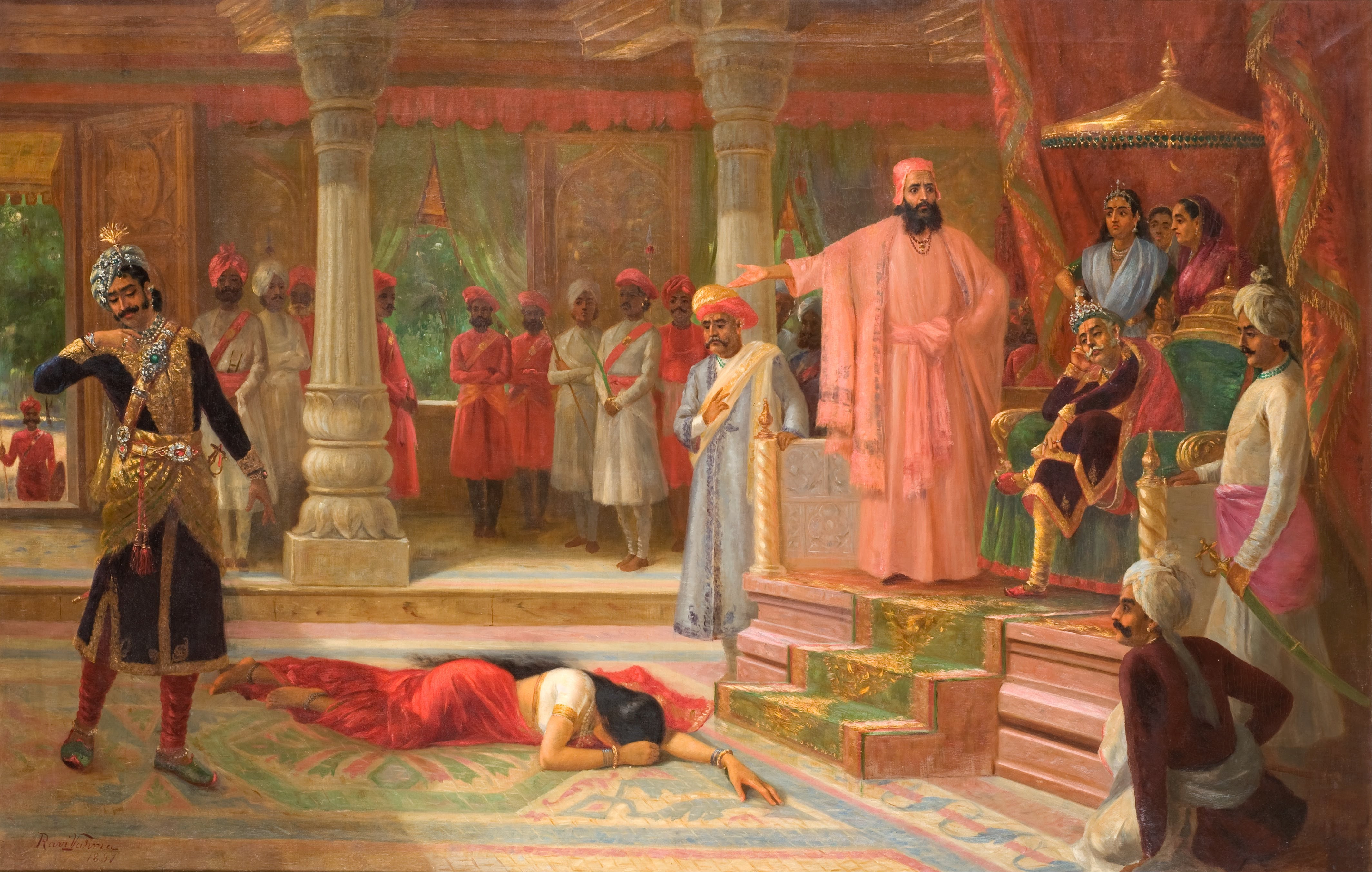
Draupadi humiliée par Kichaka (à gauche) sous les yeux de Yudhishthira (à droite) (peint par Raja Ravi Varma)

Certaines versions du Mahabharata telles que la traduction en télougou de Tikkana (en) (1205–1288) nomment le personnage Simhabala, mot sanksrit transcrit सिंहबल en devanagari et Siṃhabala en IAST qui signifie « l'homme à la puissance du lion »,. Dans ce cas, « Kichaka » est considéré comme le nom de sa famille ou de son clan tandis que « Simhabala » est le sien propre. Dans la version abrégée en prose de Nanduri Ramakrishnamacharya, il se vante qu'on lui attribue ce nom lorsqu'il cherche à séduire Draupadi.
Kichaka est aussi parfois nommé sutaputra — mot sanskrit transcrit सूतपुत्र en devanagari et sūtaputra en IAST signifiant « fils de sūta » — car son père Kekaya est lui-même de la caste mixte des sūta. Draupadi emploie cette expression dans un sens nettement péjoratif pour signifier qu'il est de bas statut contrairement à elle, une princesse. Dans certaines versions par contre, elle s'adresse à lui avec respect en l'appelant senapati, transcrit सेनापति en devanagari et senāpati en IAST, ce qui signifie général d'armée.

#### Transcriptions latines
Outre la translittération IAST qui donne Kīcaka, la transcription simplifiée Kichaka est probablement la plus courante en français même si plusieurs autres sont aussi utilisées dans la littérature. Kitchaka semble être la première apparue en français, introduite dès 1844 par Théodore Pavie dans sa traduction partielle du Mahabharata,. C'est également celle qu'a retenue Jean-Claude Carrière dans sa pièce Le Mahabharata jouée à partir de 1985. Hippolyte Fauche propose quant à lui Kîtchaka dans le tome 5 de sa traduction du Mahabharata paru en 1866. Plus récemment, Serge Démétrian a choisi Kîchaka dans sa version abrégée en prose publiée en 2006.
La transcription simplifiée Kichaka est généralement employée en anglais comme le font par exemple K. M. Ganguli dans sa traduction complète de l'épopée publiée en 1896, ou Peter Brook dans sa traduction en anglais du Mahabharata de Jean-Claude Carrière. Les transcriptions Keechaka et même parfois Keechak sont également très utilisées par des auteurs indiens transcrivant le sanskrit. Partant d'autres langues indiennes, certains l'écrivent aussi parfois Keechakan sur la base du tamoul கீசகன், ou Keechakudu en transcrivant le télougou కీచకుడు.

### Historicité

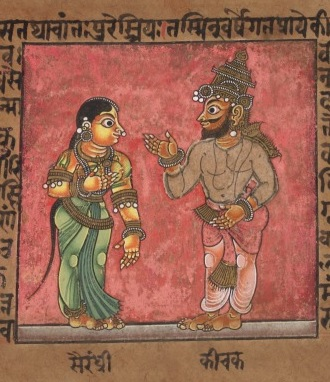
Kichaka cherchant à séduire Draupadi (vers 1670)

L'historicité du Mahabharata fait l'objet d'âpres débats, nombre d'auteurs indiens considérant que les événements relatés dans l'épopée ont réellement eu lieu et que ses protagonistes ont réellement existé,. Cependant, le consensus scientifique est que l'œuvre est avant tout un mythe, ce que l'historienne Upinder Singh résume de la façon suivante :
« Il ne peut être ni prouvé ni réfuté qu'une guerre acharnée ait jamais opposé les Pandava et les Kaurava. Il est possible qu'un petit conflit ait été transformé en une gigantesque épopée par des bardes et des poètes. Certains historiens et archéologues ont estimé que ce conflit pourrait avoir eu lieu vers l'an 1000 av. J.-C. »
La communauté des historiens considère également que les événements décrits dans le Mahabharata se situent en grande partie dans la plaine indo-gangétique entre le nord de la vallée du Gange et au sud de la rivière Sutlej, ce qui correspond approximativement à une vaste région couverte par les états indiens actuels d'Uttar Pradesh, d'Haryana, du Pendjab, et d'Uttarakhand. Certaines villes comme Hastinapur existent toujours mais nombre d'autres n'ont pas été formellement identifiées. Déterminer exactement quand et où a « vécu » un personnage mythologique tel que Kichaka est donc particulièrement délicat. Pourtant de nombreux lettrés ont proposé des dates et des lieux précis pour ancrer l'agresseur de Draupadi dans le réel.

#### Datations
Des textes anciens tels que le Devi Bhagavata Purana (en) font référence à Kichaka, mais seul le Mahabharata fournit des détails sur son histoire. Par conséquent, il ne peut être daté qu'à partir de l'épopée elle-même. Vyasa le fait intervenir et mourir à la fin de l'année d'exil secret des Pandava qui précède celle de la grande bataille de Kurukshetra. Il ne donne en revanche aucune indication sur son age, mais déterminer quand cette guerre fratricide a eu lieu permet au moins de savoir quand ce personnage est « mort ».
La littérature examinant la date du début de la bataille est abondante et les dates obtenues sont très variées. Ainsi, en affirmant que Chandragupta Ier est un contemporain d'Alexandre le Grand et en utilisant la chronologie des rois indiens remontant à Yudhishthira documentés dans les puranas, le lettré Kota Venkatachelam arrive comme plusieurs autres avant lui à la conclusion que Kichaka a été tué en 3139 av. J.-C.,. Certains auteurs se basant sur les textes sacrés et des calculs astronomiques comme le Dr. P.V. Vartak, proposent des dates beaucoup plus anciennes telles qu'environ 5680 av. J.-C.. En partant du thème astral de Krishna, des astrologues ont de leur côté « déterminé » que la bataille de Kurukshetra avait commencé le vendredi 22 novembre 3067 av. J.-C. à 6h30 du matin,. Enfin, dans une tentative de conciliation entre la foi et quelques rares preuves scientifiques, K.C. Varma indique une date probable située en 1430 ± 20 ans av. J.-C..

#### Localisations

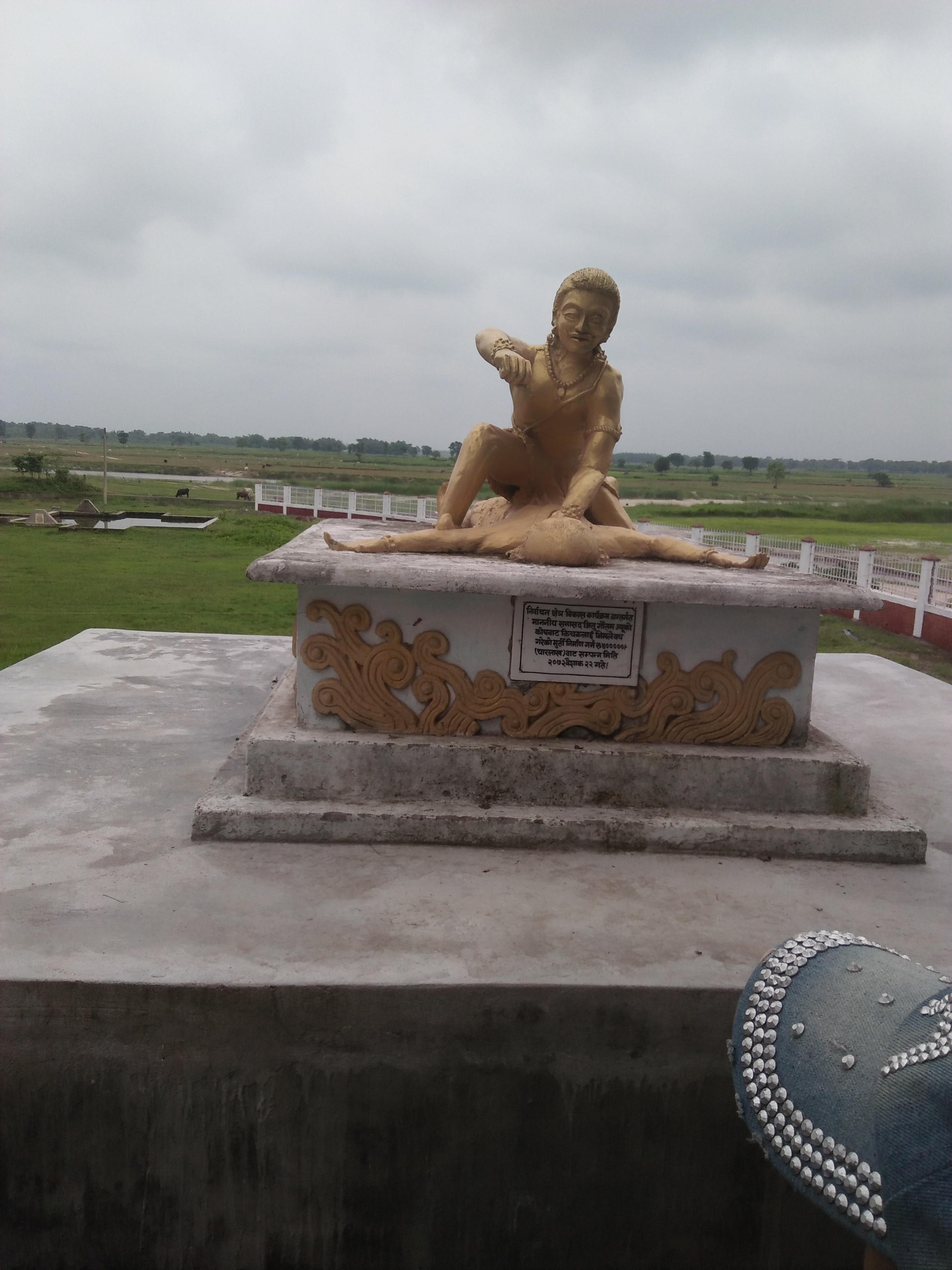
Bhima tuant Kichaka à Kichak Badha près de Prithivinagar (Népal)

Malgré la difficulté liée à l'absence de données précises, des chercheurs ont entrepris de tenter de localiser les différents royaumes de l'épopée dès la fin du XIXe siècle. Ainsi, en partant du seul vers évoquant un peuple Kichaka dans le Livre du commencement (en), le premier chant du Mahabharata, James Francis Hewitt propose de le situer au sud du Gange, entre Bénarès et les moyennes montagnes du Kaimur-Vindhya, près de Katangi dans l'actuel état du Madhya Pradesh. Il ajoute que la capitale de ce pays est Ekachakra, identifiée à la ville actuelle d'Arrah dans l'état du Bihar. Quelques années plus tard, il l'indique comme étant bordé par le même Gange mais à l'est d'Allahabad, soit une cinquantaine de kilomètres plus au nord. Dans une variante tamoule, la capitale n'est plus Ekachakra mais Vetrakiya, une ville située sur la rivière Vetravat actuellement nommée Betwa,. D'autres historiens tels que Buddha Prakash désignent sur la base des travaux linguistiques de Sylvain Lévi une région beaucoup plus éloignée : les berges de la rivière Hotan dans l'ancien royaume de Khotan, actuellement en Chine.
Le Mahabharata ne fait cependant pas de lien explicite entre le peuple Kichaka et le personnage qui meurt sous les coups de Bhima, tout au plus peut-on imaginer que le chef militaire est issu de ce peuple. Son histoire se passe intégralement au palais du roi Virata mais le texte est de peu de secours pour le localiser. Il indique que les Pandava accèdent au royaume des Matsya en remontant la rive droite de la rivière Yamuna puis après avoir bifurqué vers l'ouest, traversent des forêts et des montagnes. Mais il n'y a pas de montagne sur les bords de la Yamuna. Plusieurs villes revendiquent pourtant être le lieu où il se situait. C'est le cas par exemple de la ville de Wai (en) à l'ouest de l'état du Maharashtra, à environ 150 km de la mer d'Arabie, où la tradition fait dire qu'elle s'appelait autrefois Viratnagar (trad. Ville de Virata). Plus à l'est dans le même état, la station de moyenne montagne de Chikhaldara (en) s'appelait aussi anciennement Virat Nagar. Elle abrite une vallée nommée Kichakdara où dit-on, Bhima aurait jeté le corps de Kichaka après l'avoir tué. Il se serait ensuite lavé les mains dans l'immense cascade.
De la même façon, la petite ville de Dholka (en) non loin d'Ahmedabad dans l'état du Gujarat revendique également de s'être autrefois appelée Viratnagar, et donc d'être elle aussi le lieu du meurtre de Kichaka. Au centre de l'Inde, on raconte la même histoire dans la ville de Viratnagar aussi appelée Bairat, située dans l'état du Rajasthan près de Jaipur,. Plus à l'est, les villageois de Balmiar-Barkhar près de Lakhimpur dans l'état d'Uttar Pradesh montrent depuis toujours le trou creusé par le gigantesque coup de poing asséné par Bhima à Kichaka ainsi que le monticule où s'est tenue sa crémation. La tradition de la région de Dijnapur partagée entre l'Inde et le Bangladesh fondée sur quelques rares ruines raconte encore aujourd'hui des histoires analogues,. La légende franchit même la frontière du Népal juste au nord de l'état du Bihar dans un lieu nommé Kichak Badha près de Prithivinagar, une centaine de kilomètres à l'est de Biratnagar dont le nom se traduit encore par « Ville de Virata ». Un mela réuni là tous les ans les fidèles autour de la fontaine où Kichaka aurait été tué des mains de Bhima.

## Dans la culture populaire
Le Livre de Virata a suscité de très nombreuses variations et réécritures dès l'antiquité montrant qu'il a beaucoup plu. Écrit dans un style précieux qui préfigure le théâtre, il présente à l'auditeur une large palettes de sentiments tels que le désir amoureux insatiable de Kichaka pour la très belle Draupadi, le moment comique du chef militaire qui vient apprêté et parfumé caresser le colossal Bhima déguisé en en femme, ou l'horreur du massacre final. Il n'est donc pas surprenant que le court passage de l'histoire du harcèlement de Draupadi par Kichaka suivi d'une vengeance sanglante ait inspiré de nombreuses œuvres par delà le Mahabharata, ses épitomés et ses multiples traductions

### Adaptations littéraires

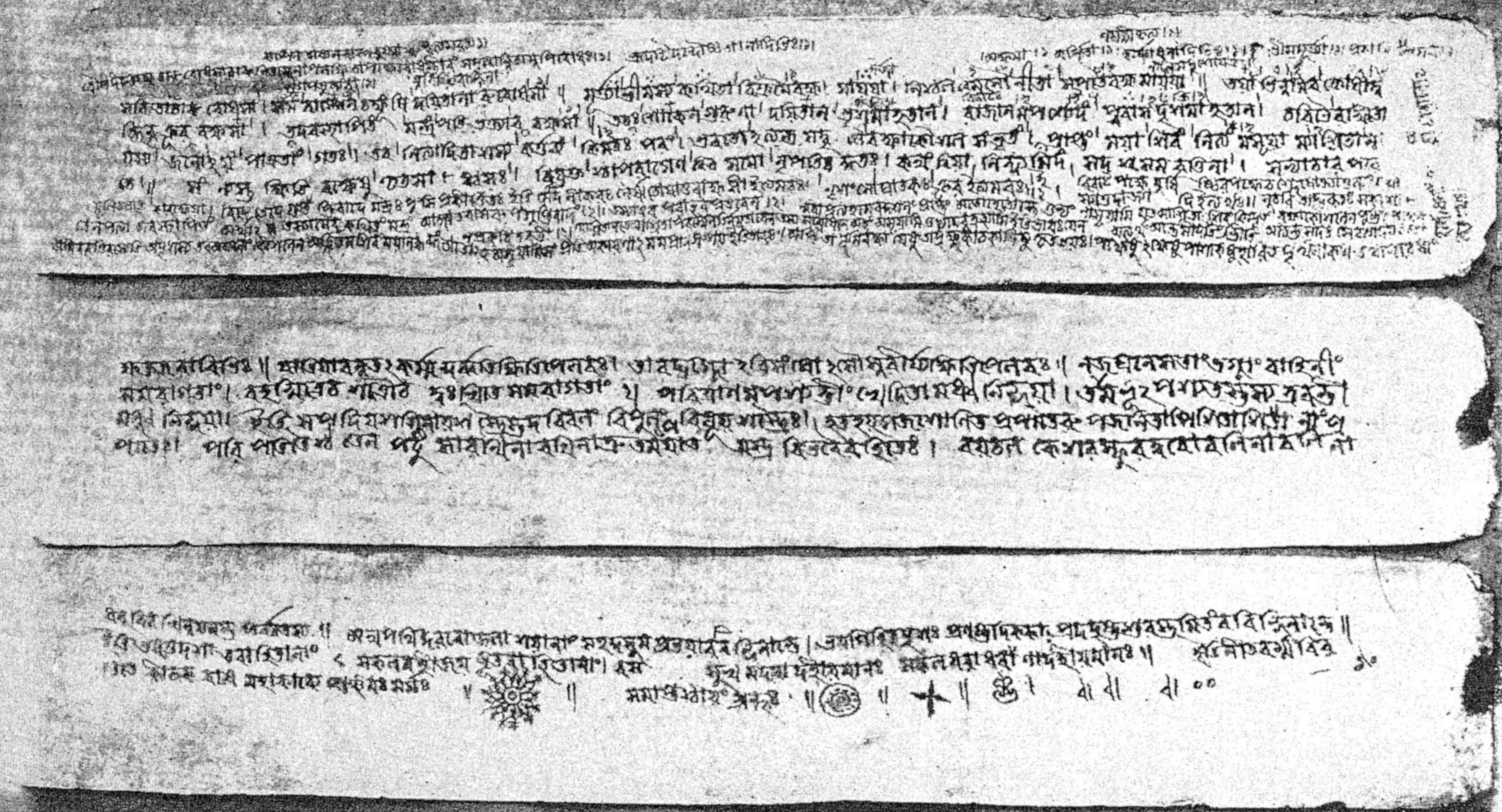
Extraits d'un manuscrit du Kichaka-Vadha de Nitivarman (sanskrit en alphasyllabaire bengali, vers 1600)

Le premier poète qui ait adapté l'histoire de Kichaka semble être Nitivarman au tout début du VIIe siècle lorsqu'il écrit en sanskrit un court poème composé de cinq chants et 177 vers titré Kichaka-Vadha (trad. Le meurtre de Kichaka),. Après un premier chant d'ouverture qui rend hommage à son mécène, Nitivarman conte l'histoire du meurtre de Kichaka dans les chants II et III, puis il poursuit avec l'attaque de l'armée des Kaurava par Arjuna décrite dans le troisième livre du Livre de Virata. Kichaka-Vadha présente l'originalité de mélanger deux styles poétiques différents : la poésie versifiée (yamaka) et une poésie sophistiquée du double sens qui joue avec les ambiguïtés du sanskrit (shlesha). Les parties narratives sont en yamaka tandis que les dialogues sont en shlesha. Cette technique dont Nitivarman pourrait être un précurseur permet par exemple au poète de faire parler Draupadi à la fois au roi Virata et à Yudhishthira sans qu'aucun des deux ne comprenne le discours qui s'adresse à l'autre. Elle peut de cette manière indiquer simultanément à Virata que son beau-frère Kichaka a commis une faute, et reprocher à Yudhishthira d'avoir toujours été humilié par son cousin Duryodhana.
Nitivarman ne s'éloigne pas de la trame du Mahabharata mais la simplifie considérablement. C'est également le cas du poète jaïn Dhananjaya qui inclut lui-aussi l'histoire de Kichaka dans son œuvre monumentale Dvisandhana Mahakhavya (trad. Le grand poème des deux cibles) qu'il écrit en sanskrit vers l'an 800. Ce poème composé de dix-huit chants appartenant au genre shlesha est un tour de force qui raconte simultanément une grande partie du Mahabharata et quelques épisodes du Ramayana. Toujours en shlesha, Kaviraja écrit Raghavapandaviya (trad. La geste du descendant de Raghu et des fils de Pandu) vers 1175, un poème en sanskrit composé treize chants et 770 strophes. L'agression de Draupadi par Kichaka comme la vengeance de Bhima font là encore partie des scènes du Mahabharata racontées par le poète. Il lie en particulier l'agression de Draupadi par Kichaka dans le Mahabharata, à celle de Vali qui s'empare de la femme de son frère Sugriva (en) dans le Ramayana. Il peut alors dans les mêmes vers faire tuer Vali par Rāma et Kichaka par Bhima, les deux protagonistes partageant une gloire similaire et les deux antagonistes un discrédit commun.
L'évocation littéraire de Kichaka ne se limite pas à l'Inde. L'orientaliste anglais Edwin Arnold publie ainsi en 1887 à la fin du recueil titré Lotus and Jewel un poème nommé A Queen's Revenge (trad. La vengeance d'une reine). Il y traduit en vers libres dans un style victorien une version abrégée du texte sanskrit tiré du Livre de Virata tel qu'attribué à Vyasa. Dans sa courte introduction reprise par les publicités de son éditeur londonien, Arnold indique que ce poème « éclaire la vie et les coutumes des anciens Indiens ».
En 1904, Gangadhar Meher (en), un poète désargenté originaire de Sambalpur dans l'État d'Orissa parvient avec difficultés à faire publier un long poème écrit en oriya titré Kichaka Badha, en sanskrit କୀଚକ ବଧ (Kīcaka vadha) (trad. Le meurtre de Kichaka). Il y adapte l'histoire tirée du Livre de Virata tout en apportant quelques modifications mineures telles que la présence d'Uttarā (en), la fille de la reine Sudeshna, ou l'apparition de la servante Chapala chargée d'amener Draupadi à un Kichaka éperdu de désir. La douceur des sentiments et les considérations morales sont les éléments distinctifs de la poésie de Gangadhar Meher. Il les met en évidence dans Kichaka Badha en juxtaposant un style poétique exubérant avec des éléments profondément dramatiques.
Dans le contexte d'une autonomie régionale limitée accordée en Inde en 1935, Tantranath Jha (1909-1984) écrit Kichak-Badh en langue maïthili à partir de 1938. Ce poème en vers libres, publié tout d'abord dans son propre journal Maithili Sahityaprata, se compose de dix chants qui ne sont achevés qu'en 1976. Cette œuvre majeure influencée par la littérature sanskrite porte haut la douleur et l'émotion, en particulier dans la description des sentiments éprouvés par Draupadi.

### Adaptations théâtrales
La très ancienne tradition théâtrale indienne remonte probablement au théâtre sanskrit joué à la cour des rois quelques siècles av. J.-C. Il a donné naissance entre le Xe siècle et le XVIe siècle au théâtre folklorique représenté essentiellement lors des fêtes religieuses publiques ou privées, puis au théâtre moderne à l'orée du XXe siècle. Mais quelles que soient sa forme et les époques, Kichaka est un des personnages récurrents de la scène indienne.

#### Théâtre sanskrit
Le nom de Kichaka n'est qu'évoqué par Bhasa (en), un des plus anciens dramaturges indiens. Il fait simplement du meurtre des Upakichaka le point de départ de sa pièce titrée Pancaratra, en sanskrit पञ्चरात्र (pañcarātra) (trad. Cinq nuits), écrite probablement vers le IIIe siècle,.
Dans son traité sur le théâtre sanskrit titré Natakalakshanaratnakosha , en sanskrit नाटकलक्षणरत्नकोश (nāṭakalakṣaṇaratnakośa) (trad. Trésor des joyaux du drame), qu'il écrit peut-être vers le XIIIe siècle, Sagaranandin fait référence à de nombreuses pièces de théâtre classique aujourd'hui perdues. Il mentionne notamment Kichakabhima, en sanskrit कीचकभीम (kīcakabhīma), un mystérieux Acte Kichaka tiré d'une pièce inconnue, et une autre peut-être titrée Kichakakanka, en sanskrit कीचककङ्क (kīcakāṅka). Il utilise ces œuvres pour illustrer les nombreux styles propres au théâtre tels que l’uttejana où un protagoniste incite implicitement un autre au meurtre pour accomplir sa propre vengeance. Il note ainsi l'exemple suivant extrait de Kichakabhima où Draupadi s'adresse à Bhima dans ces termes : « Ce Kichaka m'a appelée “ mon amour ” et toi aussi tu m'as appelée “ mon amour ”. Malheureuse que je suis de ne pas savoir de qui je dois être l'amour ! ».

#### Théâtre folklorique

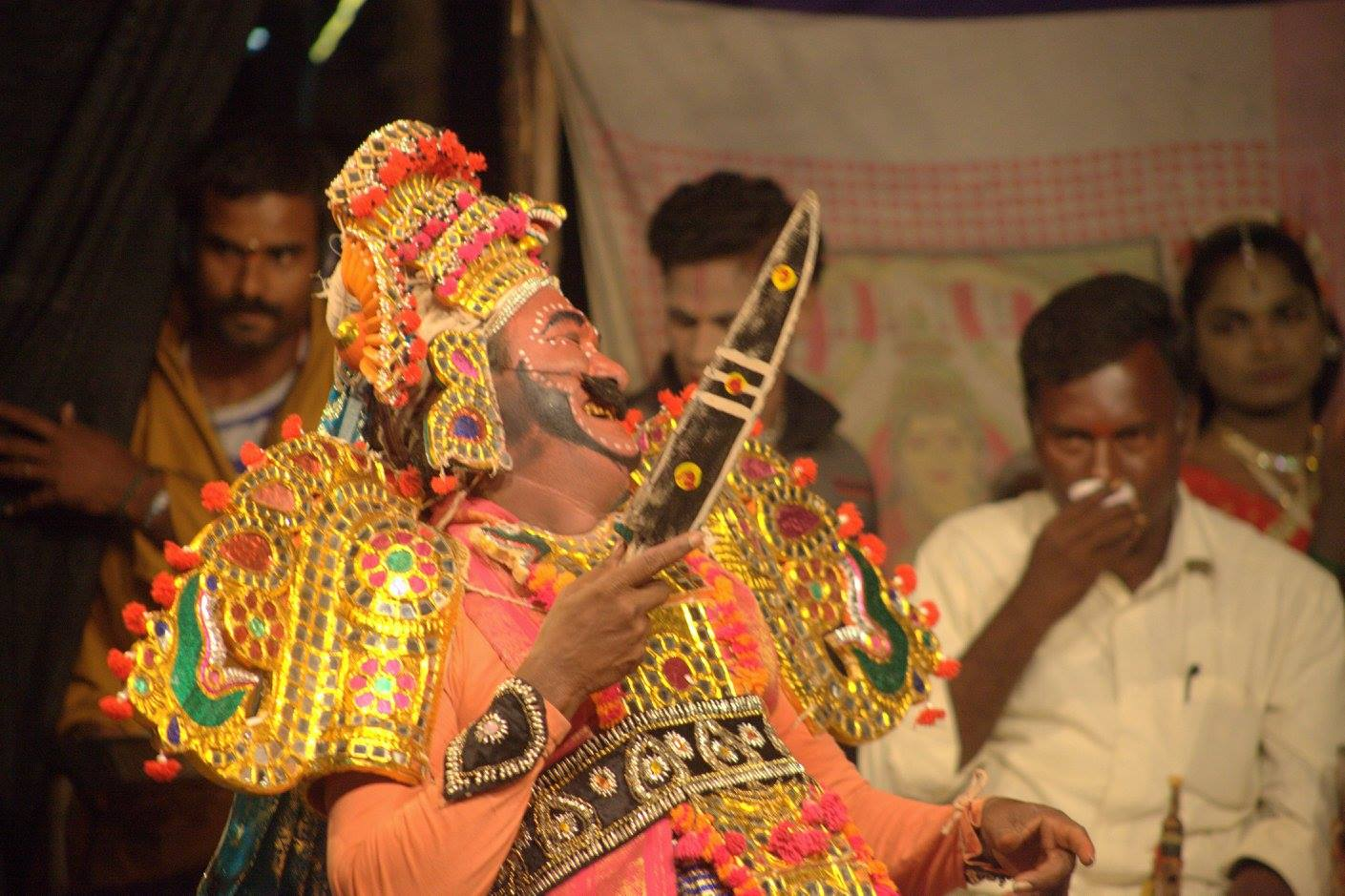
Acteur interprétant Kichaka dans le théâtre

Le théâtre folklorique indien se présente sous de nombreuses formes. Il dérive du théâtre sanskrit à partir du kutiyattam qui a donné ensuite le kathakali par l'intermédiaire du krishnanattam et du ramanattam (en), tous joués essentiellement au sud de l'Inde notamment au Kerala par des troupes familiales itinérantes. Peut-être par d'autres traditions, il a évolué en une multitude de genres tels que le koothu et le therukoothu (en), le chhau du Bengale occidental, le Nautanki ou encore le yakshagana. Dans la plupart d'entre-eux, l'histoire du meurtre de Kichaka a fait l'objet d'adaptations scéniques.
Mais si ces arts sont anciens, les pièces publiées sont rares et récentes. La plus ancienne version d'un Meurtre de Kichaka destinée au théâtre therukoothu que l'indianiste Alf Hiltebeitel a pu trouver lors de ses recherches au Tamil Nadu ne date par exemple que de 1873. Pourtant, cette histoire est l'une des attractions importantes de fêtes religieuses. Kīcaka Cammāram (trad. La destruction de Kichaka) par exemple, jouée près de Madurai dans théâtre therukoothu sans discontinuer depuis au moins le tout début du XIXe siècle, représente l'épisode de l'épopée sans s'en éloigner significativement. Le public participe même à cet événement populaire centré sur Draupadi en conspuant copieusement Kichaka à des moments prévus par la mise en scène.
L'histoire du meurtre de Kichaka constitue également un des thèmes importants du théâtre de marionnettes tholu bommalata d'Andhra Pradesh,. Cette tradition qui remonte au XIIe siècle est aujourd'hui sur le déclin, laissant place au théâtre vivant comme lorsque les frères Vanarasa ont créé en 1895 dans le village de Surabhi leur première pièce Keechaka Vadha. Ils remplaçaient ainsi leur spectacle de marionnettes en cuir et donnaient naissance au théâtre Surabhi (en) toujours populaire aujourd'hui,.

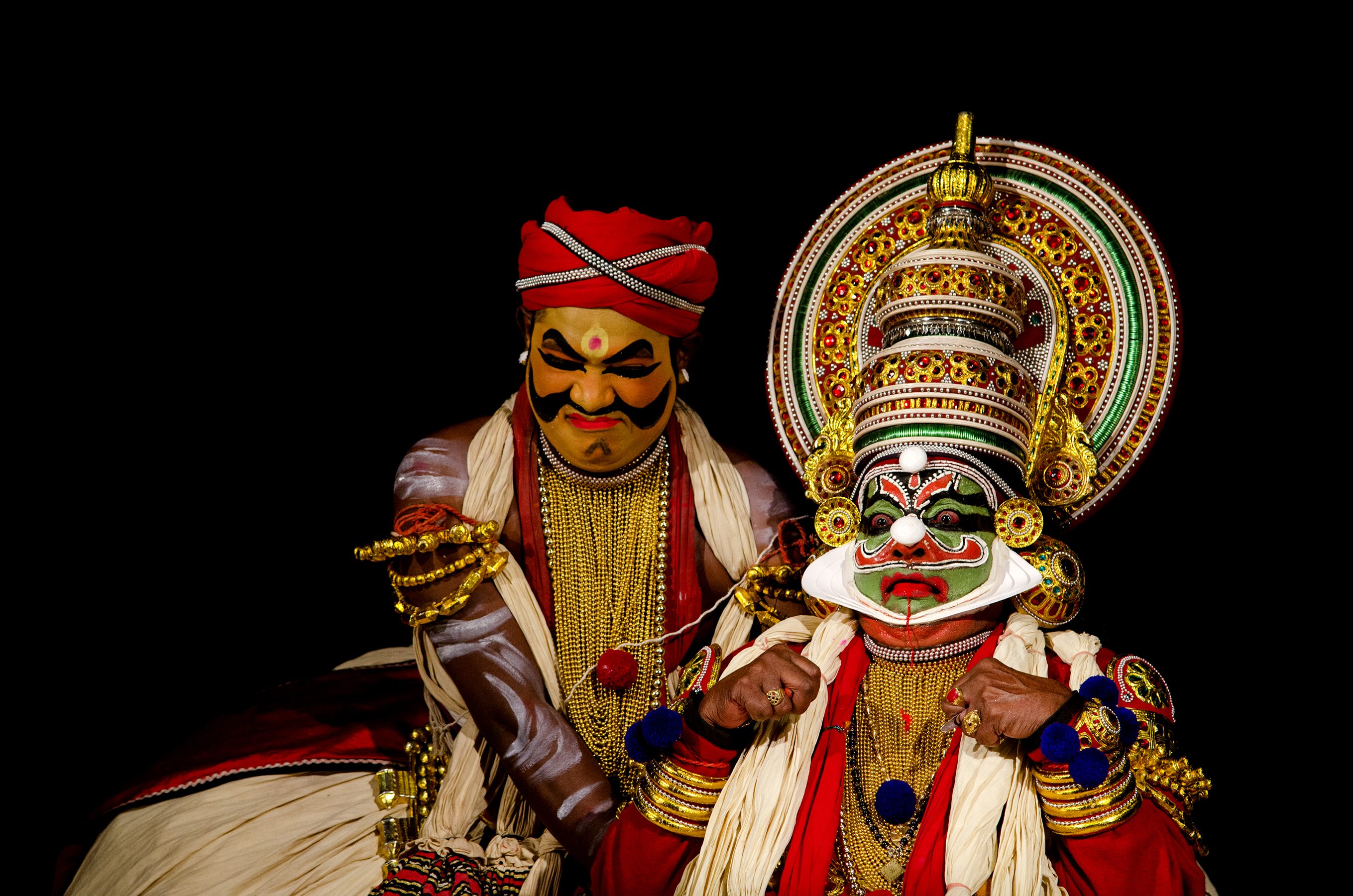
Kichaka (à droite) et Bhima dans une scène de Kichaka-vadham du théâtre kathakali

La version folklorique la plus renommée est probablement à mettre au crédit d'Irayimman Thampi (en) (1782–1856) qui écrit Kichaka-vadham en malayalam et sanskrit au tournant du XIXe siècle. Cet attakatha en treize tableaux fait partie du répertoire traditionnel kathakali joué sans interruption depuis sa création,,. La pièce suit fidèlement la trame du Mahabharata entre l'arrivée des Pandava au royaume de Virata et la mort de Upakichaka, mais elle est rarement présentée dans son intégralité pour se concentrer sur le drame de la mort de Kichaka. Dans une version courte interprétée par seulement trois acteurs qui jouent Kichaka, Bhima et Draupadi, le spectacle très codifié dure environ 90 minutes tandis que des interprétations plus complètes durent trois heures et même parfois plus. Kichaka est distingué par un masque rouge et blanc de type kathi ou en couteau, qui caractérise aussi bien les personnages valeureux, agressifs et romantiques que ceux qui sont maléfiques tels que Ravana ou Duryodhana.

#### Théâtre moderne
Au-delà des genres folkloriques mêlant danse, chants et comédie, le drame de Kichaka est également adapté dans plusieurs langues lors du mouvement de renouveau théâtral qui secoue l'Inde à partir de la fin du XIXe siècle.
Girish Chandra Ghosh (en) (1844-1912) écrit ainsi en 1882 Pandaber Ajnatabas (trad. L'Exil secret des Pandava) qu'il monte sur la scène de son Great National Theatre en février 1883. Cette pièce versifiée en bengali inspirée fidèlement par le Mahabharata en prose de Kashiram Das (en) est composée de quatre actes qui retracent les quatre livres qui composent le Livre de Virata. Il décrit donc le meurtre de Kichaka sans pour autant être centré sur ce seul épisode, ce que feront d'autres auteurs de théâtre après lui. Par exemple en 1889, Chilakamarti Lakshmi Narasimham (en) (1867-1946) publie en télougou sa première pièce nommée Keechaka Vadha (trad. Le Meurtre de Kichaka). Balacharya Gopalacharya Sakkari connu sous le nom de Santakavi (1856-1920) écrit Kīcaka Vadh (trad. Le Meurtre de Kichaka) en kannada qu'il publie en 1891; tandis que Kannaiya Naidu publie en 1897 une version tamoule titrée Kicaka Vilacam (trad. Une description de Kichaka).

Draupadi déguisée en Sairandhri subit les avances de Kichaka (peint par Raja Ravi Varma vers 1890)

Ces pièces à succès sont des adaptations mélodramatiques du Mahabharata qui mettent l'accent sur la chasteté de Draupadi, mais tel n'est pas le cas de la version marathi de Krushnaji Prabhakar Khadilkar (en) (1872-1948) écrite en 1907. Son Kichaka-Vadha (trad. Le meurtre de Kichaka) en cinq actes est présenté pour la première fois à Pune en 1907. C'est un très grand succès critique et populaire mais les autorités britanniques sont avant tout interpellées par la tonalité anticolonialiste de la pièce. Khalidkar a en effet écrit une allégorie de la colonisation britannique où le personnage de Draupadi symbolise l'Inde et celui de Kichaka qui cherche la violer, le vice-roi Lord Curzon. Le vieux roi Virata dominé par Kichaka représente le premier ministre britannique, tandis que l'aile nationaliste du Parti du Congrès menée par Bal Gangadhar Tilak et Aurobindo Ghose se retrouve sous les traits de Bhima. La pièce est finalement interdite de représentation en octobre 1910. La censure n'a pourtant pas empêché d'autres adaptations théâtrales telle que celle en tamoul et en trois actes de G.V. Sambandha Chetti publiée en 1912, et celle de K.R. Nasamivaya Mudaliar (1876-1931), un élève de U. V. Swaminatha Iyer (en), qui publie aussi à Madras trois ans plus tard une pièce en cinq actes en tamoul également titrée Keechakan mais avec le titre alternatif They stooped to conquer (trad. Ils daignèrent conquérir),,.
Des auteurs proposent par la suite des versions plus littéraire du mythe. Tel est le cas de Viswanatha Satyanarayana (en) (1895-1970) qui écrit Nartanasala (trad. Le Pavillon de Danse) en 1924. Cette œuvre importante en télougou pourtant rarement jouée, est une tragédie shakespearienne où le désir de Kichaka entraîne sa perte.
Tout à la fin de sa vie, le dramaturge Thanjavur Paramasiva Kailasam (en) (1884–1946) propose une interprétation radicalement nouvelle sous la forme d'une tragédie qui sera couchée sur papier par d'autres dont B.S. Rama Rao en 1949. Son Keechaka n'est plus un vil personnage mais un amoureux sincère de Draupadi qui avait participé à son svayamvara 25 ans plus tôt. C'est un héros protecteur qui veut même la marier à un homme de bien, mais quand il est témoin d'une rencontre secrète entre Draupadi et Bhima, son amour se transforme en haine. Ce n'est que lors de son combat avec Bhima qu'il reconnait son erreur et accepte la mort des mains du pandava.
Même si l'histoire de Kichaka a été adaptée pour la scène dans de nombreuses langues indiennes, certains auteurs contemporains tels que Ogeti Parikshit Sharma (1930-2001) ont cherché à retrouver le style du théâtre traditionnel. Il publie à cet effet en 1983 Parikshit Nataka Chakram, un compendium de 27 pièces en sanskrit s'inspirant du Bhasa Nataka Chakram de l'auteur antique Bhasa (en). Il comprend Nartanasala (trad. Le Pavillon de Danse) qui reprend le mythe en se concentrant sur le harem de Kichaka, sa passion pour Sairandhri et leur confrontation. La mort du chef militaire à la fin n'est que suggérée,.
Plus récemment, le dramaturge Prasanth Narayanan s'éloigne à son tour encore un peu plus du mythe original avec sa pièce en malayalam Chayamukhi qui a obtenu plusieurs prix lors du festival de la Kerala Sangeeta Nataka Akademi (en) en 2003. Il y dépeint un triangle amoureux où Kichaka est un poète qui aime Draupadi mariée à Bhima. Les deux hommes s'affrontent et après avoir tué le chef de l'armée de Virata, Bhima réalise que Draupadi a fini par tomber amoureuse de Kichaka.

### Adaptations cinématographiques

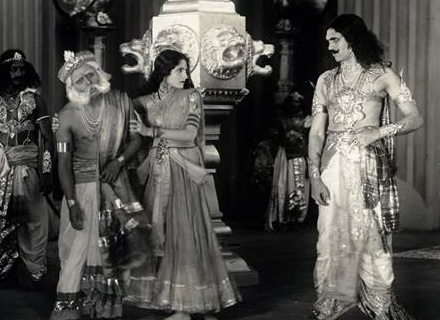
Virata, Draupadi et Kichaka dans Sairandhri (1933)

L'histoire de Kichaka est un des thèmes mythologiques les plus représentés dans le cinéma indien. Ainsi, alors que le premier film indien, Raja Harishchandra, sort sur les écrans en 1913, le meurtre de Kichaka fait l'objet d'une adaptation au cinéma dès 1916 par R. Nataraja Mudaliar. Il produit et réalise à Madras Keechaka Vadham qui devient le premier film d'Inde du Sud.
Ce film mythologique muet est aujourd'hui perdu, tout comme Sairandhri (en), le premier film de Baburao Painter (en) qu'il tourne à Kolhapur en 1920. Inspiré de la pièce Kichaka-Vadha écrite par Khadilkar (en) en 1907 et interdite par les Anglais pour son nationalisme affiché, Sairandhri est une œuvre sophistiquée avec une forte tonalité anti-coloniale,. Sa production coïncide avec la création de comités de censure en Inde mais ce n'est pas son message politique qui amène à la coupure de la scène finale. Baburao Painter avait représenté de manière si réaliste le meurtre de Kichaka par Bhima que les spectateurs poussaient des cris devant tant d'horreurs.
En 1926, G.V. Sane réalise pour le studio Hindustan Cinema Film Company de Dadsaheb Phalke, Keechak Vadh, le dernier film mythologique indien de l'ère du muet racontant l'histoire de Kichaka. Ce film aujourd'hui perdu et écrit par Dadsaheb Phalke lui-même, n'est peut-être resté dans les mémoires que parce que Anna Salunke (en), l'acteur principal Raja Harishchandra, en était le cameraman.
Le genre des films mythologiques attire déjà moins le public au nord de l'Inde à l'orée des années 1930. V. Shantaram choisi pourtant en 1933 d'inaugurer les nouveaux locaux du studio Prabhat à Pune en refaisant le Sairandhri de Baburao Painter sorti treize ans plus tôt. Ce film ambitieux, bilingue hindi et marathi, était prévu en couleurs avec une bande originale prise sur le vif, mais Sairandhri (en) est à la fois un échec technique et un désastre commercial. De plus, les acteurs principaux, Master Vinayak (en) qui jouait le roi Virata, Leela qui incarnait Draupadi et Nimbalkar qui tenait le rôle de Kichaka, quittent le studio avant même la sortie en salle.
En 1939, il semble que le réalisateur vétéran Kanjibhai Rathod (en) tourne à son tour un Sairandhri en tamoul à la fin de sa carrière alors qu'il n'était plus affilié à aucun studio. Ce film est très probablement perdu, ce qui n'est pas le cas de Keechak Vadha, un film bilingue hindi et marathi réalisé 20 ans plus tard, en 1959, par Yashwant Pethkar et qui fut fraîchement accueilli par le public,. Il relate en prenant quelques libertés mineures avec la lettre du Mahabharata attribué à Vyasa, les deux premiers livres du Livre de Virata, depuis l'arrivée des Pandava au royaume des Matsya jusqu'à la mort de Kichaka des mains de Bhima vue comme un dénouement heureux.
Le plus grand succès aussi bien critique que commercial d'un film racontant l'histoire de Kichaka est certainement à mettre au crédit de Kamalakara Kameswara Rao (en) qui réalise Nartanasala (en) (trad. Le pavillon de dance) en 1963. Ce film en langue télougou de près de trois heures retrace l'ensemble du livre de Virata, jusqu'au mariage d'Abhimanyu (en) et d'Uttarā (en) sous le regard bienveillant de Krishna. Il suit assez fidèlement le Mahabharata attribué à Vyasa même si l'épisode du meurtre de Kichaka en constitue la partie la plus importante. S. V. Ranga Rao (en) qui incarne le chef militaire a marqué les esprits et a reçu un prix d'interprétation au festival de cinéma afro-asiatique de Jakarta en 1964,.
Nartanasala (en) avait été précédé en télougou d'un Virata Parvam oublié produit en 1937 par A. Narayana. Il est refait en 1979 en couleurs sous le titre Srimad Virata Parvam (en) (trad. Le saint livre de Virata) par N. T. Rama Rao qui interprète cinq rôles dont Kichaka, Arjuna et Duryodhana. Tout à sa gloire, le film distord un peu l'histoire du Mahabharata en faisant par exemple tuer le soudard d'un coup de couteau asséné « en traître » par un Bhima physiquement dominé.

### Autres évocations du personnage

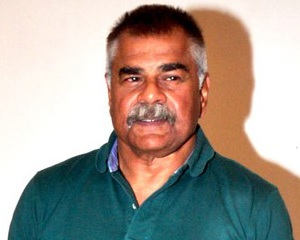
qui incarne Kichaka dans le feuilleton Mahabharat (1988-1990)

Le personnage de Kichaka est également évoqué parfois succinctement dans un si grand nombre d'œuvres de tous genres et à toutes les époques qu'il n'est pas possible de les lister toutes.
Il se retrouve par exemple massacré par Bhima gravé sur un bas-relief de la cité de Vijayanagara à Hampi, et sculpté dans les grottes Panhalakaji près de Ratnagiri au Maharashtra. À la fin du XIXe siècle, le chef militaire est peint par Raja Ravi Varma. Il apparaît aussi en 1974 sous le crayon de Pratap Mullick (en) dans la bande dessinée en anglais Draupadi publiée par Amar Chitra Katha (en),.
Kichaka fait également partie de la plupart des adaptations du Mahabharata telles que Mahabharat, un film de 1965 dans lequel il est incarné par Paul Sharma, ou le feuilleton télévisé en 94 épisodes Mahabarat (en) produit par B.R. Chopra et diffusé sur la chaîne nationale de Doordarshan entre 1988 et 1990 avec des scores d'audience phénoménaux en Inde. Son histoire, contée dans le cinquante-huitième épisode, est fidèle au texte sanskrit si ce n'est l'ajout de la présence d'Arjuna déguisé en Brihannala jouant du mridang dans le pavillon de danse pendant la lutte à mort qui l'oppose à Bhima. À la même époque, Peter Brook adapte pour la télévision sa pièce Mahabharata inaugurée lors du festival d'Avignon en 1985. Dans cette version très épurée, Yoshi Oida qui avait créé le rôle de Kichaka au théâtre est remplacé à l'écran par Maurice Bénichou pour cette mini-série internationale de six épisodes.
Dans les années 2010, l'intégralité du Mahabharata est diffusée sur les chaînes de télévision privées indiennes sous forme de longs feuilletons. Les spectateurs peuvent ainsi voir à partir de 2013 Mahabharat en 267 épisodes de 22 min sur StarPlus, les 166 épisodes hebdomadaires d'environ 40 min de Mahabharatham en tamoul sur Sun TV à peu près au même moment, et Suryaputra Karn (trad. Karna fils de Surya) en 307 épisodes quotidiens d'environ 24 min sur Sony TV et sur le Web. Ils prennent d'importantes libertés avec le texte sanskrit mais l'épisode de Kichaka est à chaque fois présenté dans la longueur. Si le déroulement de l'histoire du chef militaire ressemble beaucoup à ce que Vyasa décrit dans le Livre de Virata, à chaque fois, le chef militaire démasque les Pandava et les fait chanter ce qui les obligent à le tuer,,.
Le personnage est même évoqué en chansons comme dans Keechaka Vadha composée par Ghantasala (en) et présentée à l'écran dans un style proche du yakshagana dans le film télougou de 1955 Kanyasulkam (en), ou encore Kichaka Vadha chantée par Ramu dans le film d'action télougou Mahankali sorti en 2013.
Au-delà de la mythologie, son nom est pour beaucoup synonyme de harceleur ou du violeur. C'est ainsi qu'ébranlé par l'affaire du viol collectif de New Delhi, N.V.B Chowdary intitule Keechaka son film s'inspirant de la vie du violeur en série Akku Yaddav (en),,. Ce film violent en langue télougou est sorti en salles en 2015, puis a été doublé en tamoul sous le titre Asuragan (trad. Démons). Il a nouveau été doublé l'année suivante cette fois en hindi, et titré Haiwaniyat (trad. Bestialité).